# Amine Noua
Amine Noua (* 7. Februar 1997 in Lyon) ist ein französischer Basketballspieler.

## Laufbahn
Noua wurde als Sohn einer algerischen Mutter und eines marokkanischen Vaters im französischen Lyon geboren. Er begann seine Basketballvereinskarriere bei AL Venissieux Parilly Basket im Lyoner Vorort Vénissieux. Noua wurde anschließend im Jugendbereich des Erstligisten ASVEL Lyon-Villeurbanne gefördert. Zu seinen Stärken gehören neben Beweglichkeit und Athletik auch ein guter Distanzwurf. Seine ersten Kurzeinsätze in der ersten französischen Liga erhielt Noua im Spieljahr 2015/16, als er mit ASVEL den Meistertitel holte. Seinen Durchbruch schaffte er 2017/18, als er in 32 Hauptrundenspielen im Durchschnitt 11 Punkte sowie 4,7 Rebounds erzielte. Zum Gewinn des französischen Meistertitels in der Saison 2018/19 trug er im Mittel 9,8 Punkte sowie 3,7 Rebounds pro Begegnung bei. 2021 wurde er mit der Mannschaft französischer Meister und Pokalsieger. Im Sommer 2021 zog es ihn ins Ausland, er nahm ein Angebot von Bàsquet Club Andorra (Liga ACB) an. Straßburg IG holte ihn im April 2022 mittels Leihabkommen nach Frankreich zurück.
In der Sommerpause 2022 nahm ihn erneut ASVEL Lyon-Villeurbanne unter Vertrag. Nach einem Spieljahr wurde die Zusammenarbeit beendet, Noua wechselte zu Hapoel Holon nach Israel. Wenige Tage nach dem Beginn des Angriffs der Hamas auf Israel im Oktober 2023 wurde Noua mit seiner Mannschaft vorerst nach Zypern ausgeflogen. Anfang Dezember 2023 verließ er den israelischen Verein und wechselte zu Derthona Basket nach Italien. Fenerbahçe Istanbul wurde im Januar 2024 sein dritter Arbeitgeber im Spieljahr 2023/24. Im Juni 2024 gewann er mit der Mannschaft die türkische Meisterschaft.
Ende Juni 2024 gab der spanische Erstligist Fundación CB Granada die Verpflichtung des Franzosen bekannt. Noua verpasste mit Granada 2025 den Verbleib in der spanischen Liga ACB, obwohl er mit 16,1 Punkten sowie 6,5 Rebounds je Begegnung überzeugende Mittelwerte erreichte. Im Anschluss an das Spieljahr 2024/25 in Spanien nahm der Franzose ein Angebot von Satria Muda Pertamina Jakarta (Indonesien) an. Im Juni 2025 wurde seine Verpflichtung durch die Shiga Lake Stars vermeldet, Noua verzichtet letztlich jedoch aus persönlichen Gründen auf den Wechsel nach Japan.

### Nationalmannschaft
Noua nahm mit den französischen Juniorenauswahlmannschaften an der U16-Europameisterschaft 2013, an der U17-WM 2014 sowie den U20-EM-Turnieren 2016 und 2017 teil. Bei der U17-WM im Jahr 2014 war er mit 18,7 Punkten pro Spiel viertbester Korbschütze aller teilnehmenden Spieler. Bei der U20-EM 2017 gewann er mit Frankreich Bronze.
Im November 2017 wurde er erstmals ins Aufgebot der Herrennationalmannschaft berufen.